# 관촌중학교
관촌중학교(館村中學校)는 대한민국 전북특별자치도 임실군 관촌면 관촌리에 있는 공립 중학교이다.

## 학교 연혁
- 1969년 10월 14일 : 관촌중학교 설립인가(9학급)
- 1970년 4월 8일 : 관촌중학교 개교
- 2000년 3월 1일 : 신평중학교 통·폐합
- 2021년 9월 1일 : 제20대 박향 교장 부임
- 2024년 1월 5일 : 제52회 졸업(24명) 【총 졸업생 수 7,560명】
- 2024년 3월 1일 : 5학급 편성 (특수1학급)
- 2025년 3월 1일 : 운암중학교 통·폐합

## 참고 자료
- 관촌중학교 - 한국교육학술정보원 학교알리미